# Пластические кристаллы
Пласти́ческие криста́ллы — твердое фазовое состояние органических соединений, при котором возможно полное или частичное вращение молекул, находящихся в узлах кристаллической решетки. Известно лишь несколько сотен веществ с подобными свойствами.

## Структура пластических кристаллов
Одним из первых работы по пластическим кристаллам выполнил Дж. Тиммерманс в 1935 г.. Он назвал такое состояние «пластическим», так как вещество в этой фазе имеет консистенцию, напоминающую воск.
Как и обычные кристаллы, пластические кристаллы обладают дальним порядком, молекулы в них располагаются в узлах кристаллической решетки. Однако в пластическом кристалле молекулы сохраняют вращательную степень свободы, что приближает свойства пластического кристалла к свойствам жидкости. Молекулы, образующие пластические кристаллы, как правило, имеют форму, близкую к сферической (адамантан) или к дисковой (циклогексан). Как было показано на тетрабромиде углерода, молекула может поворачиваться как почти свободно, так и скачкообразно переходить между дискретными угловыми положениями.
Свойства пластических кристаллов исследуют методами рентгенофазового анализа, дифференциальной сканирующей калориметрии, оптической микроскопии, капиллярного течения и др.

## Пластические кристаллы ижидкие кристаллы
Пластические кристаллы, как и жидкие кристаллы, относят к мезофазам, то есть это агрегатное состояние является промежуточным между истинно кристаллическим состоянием и истинно жидким состоянием:
кристалл -> пластический кристалл -> жидкость
кристалл -> жидкий кристалл -> жидкость